# Le Fouilloux
Le Fouilloux – miejscowość i gmina we Francji, w regionie Nowa Akwitania, w departamencie Charente-Maritime.
Według danych na rok 1990 gminę zamieszkiwało 615 osób, a gęstość zaludnienia wynosiła 21 osób/km² (wśród 1467 gmin regionu Poitou-Charentes Le Fouilloux plasuje się na 481. miejscu pod względem liczby ludności, natomiast pod względem powierzchni na miejscu 180.).